# Nové Hutě
Nové Hutě (en allemand : Kaltenbach) est une commune du district de Prachatice, dans la région de Bohême-du-Sud, en République tchèque. Sa population s'élevait à 111 habitants en 2023.

## Géographie
Nové Hutě se trouve dans la Forêt de Bohême, à 10 km à l'ouest de Vimperk, à 27 km à l'ouest de Prachatice, à 62 km à l'ouest de České Budějovice et à 129 km au sud-ouest de Prague.
La commune est limitée par Stachy et Zdíkov au nord, par Borová Lada à l'est et au sud, par Kvilda à l'ouest et par Horská Kvilda et Kašperské Hory au nord-ouest.

## Histoire
La localité s'est développée à partir de plusieurs villages de verriers dans la vallée du Kaltenbach et de la Teplá Vltava.
En 1686, le maître-verrier Johann Pock construit la première verrerie et le premier village sur le Kaltenbach, dont faisait également partie le Schafferhof. Une deuxième verrerie est créée avant 1749, la future Althütte. La troisième verrerie est la Biertopfhütte, fondée en 1802, située dans la vallée de la Vltava chaude et porte le nom du rocher du Biertopf (Pivní hrnec). Une autre verrerie est construite sur la Planie ; elle est louée à Franz Denk en 1788, puis à Ferdinand Abel jusqu'en 1799. Les villages de verriers sont rattachés à l'église paroissiale Saint-Pierre et Saint-Paul de Klein Zdikau. En 1818, les villages sont réunis en une seule commune, Kaltenbach.
En 1825, Johann Meyr von Meyrswalden fait construire une nouvelle verrerie, appelée Neuhütte pour la distinguer de l'Althütte. Après la reprise de la Neuhütte par l'entreprise Meyr's Neffe, elle continue à fonctionner sous le nom de Meyrhütte. En 1852, le propriétaire de la seigneurie de Groß Zdikau, Franz von Thun und Hohenstein, fonde le lotissement de Franzensthal au Biertopf. En 1860, toute la commune est transférée dans la zone de peuplement germanophone, à l'église paroissiale Saint-Martin de Neugebäu. La Meyrhütte est démolie en 1876 et Michael Fuchs construit à sa place une usine d'articles en bois. En 1887, la production de la verrerie de Franzensthal prend également fin.
L'habitat dispersé de Kaltenbach comprend les hameaux Althütte, Bockhütte, Böhmhäuser, Franzensthal (en partie), Froschau, Granitz, Planie et Neuhütte, également appelés Unterkaltenbach. En 1930, le village compte 1 724 habitants, principalement germanophones. Pendant la Seconde Guerre mondiale, Franzensthal abrite une usine de fabrication souterraine de Messerschmitt AG, construite en 1941 dans l'ancienne papeterie, sous le nom de Möbelwerke Franzensthal. En 1945, la commune compte 215 maisons d'habitation. En 1945-46, la plupart des habitants germanophones sont expulsés. Au XXIe siècle, le village se compose en grande partie de maisons de vacances.

## Transports
Par la route, Nové Hutě se trouve à 12 km de Vimperk, à 34 km de Prachatice, à 70 km de Ceské Budejovice et à 159 km de Prague.